# لويس دارلينغ (كاتبة)
لويس دارلينغ (بالإنجليزية: Lois Darling)‏ هي كاتِبة أمريكية، ولدت في 15 أغسطس 1917 في نيويورك في الولايات المتحدة، وتوفيت في 19 ديسمبر 1989 في أولد لايم في الولايات المتحدة بسبب ابيضاض الدم.